# Desaparecimento de Alex Sloley
Alexander Sloley (nascido a 4 de agosto de 1991) foi um rapaz britânico que desapareceu sem rasto a 2 de agosto de 2008 em Edmonton, norte de Londres, Inglaterra, quando tinha 16 anos. Não existem provas do seu destino, e o seu paradeiro continua por descobrir.

## Antecedentes
Sloley usava a alcunha "Gog". Ele tinha estudado na Islington Arts and Media School no norte de Londres e andava na City and Islington College.
Sloley desapareceu dois dias antes do seu 17º aniversário. Sloley foi descrito como alguém que se vestia bem e não era desleixado. Ele gostava de futebol e de comer culinária tradicional do Caribe como plátano frito, dumplings e papa de aveia.
Os seus pais estavam separados, e ele tinha três irmãs: Tasha, Tazrah e Lattina. O pai de Sloley, Christopher, morreu em 2014 sem saber do destino do seu filho.

## Desaparecimento
Sloley tinha estado na casa de um amigo em Edmonton, norte de Londres. Ele saiu de lá ao meio dia de 2 de agosto de 2008 para voltar para casa pelo seu aniversário, mas nunca chegou. Quando desapareceu ele não tinha dinheiro e sem troca de roupa. Sloley não tinha o passaporte com ele. Sloley tinha um telemóvel com ele mas parou de conectar quando ele desapareceu. O seu desaparecimento foi incomum.
A polícia não encontrou indícios de onde Sloley foi. "É como se ele tivesse desaparecido à face da terra", um oficial disse em 2012. Nenhum rasto de Sloley foi recuperado das camêras de vigilância.

## Investigação subsequente
Em setembro de 2009 um possível avistamento foi relatado em Ilford, leste de Londres, mas nunca foi confirmado. Em outubro de 2009 a caridade Missing People e o supermercado Iceland organizaram para que a história e foto de Sloley aparecessem nos pacotes de leite. Sloley foi um dos primeiros casos a ser publicitado de tal maneira, e ele foi destacada em quase 13.5 milhões de pacotes de leite.
Em julho de 2015, Nerissa Tivy, mãe de Sloley, ficou surpreendida por aprender que a polícia tinha recebido numerosos relatórios de avistamentos em 2009. Tivy afirmou que se tinha encontrado com a polícia várias vezes e eles nunca lhe tinham contado acerca da lista.
Em setembro de 2017, Mick Neville, chefe reformado da Unidade Central de Imagens da Polícia Metropolitana, fez comparações entre o desaparecimento de Sloley e o de outro estudante de matemática brilhante que desapareceu sem rasto em Londres. Andrew Gosden tinha 14 anos quando desapareceu em 2007, menos de um ano antes de Sloley. A última localização conhecida de Gosden é King's Cross, e quando Sloley desapareceu pensava-se que ele estava a caminho de Islington, que fica a 3.21 km de King's Cross. "Coloca a questão de se existe um assassino em série? ...as potenciais ligações entre estes casos precisam de ser reconhecidas", disse Neville.
Em setembro de 2019, a Polícia Metropolitana publicou uma e-fit atualizado retratando como Sloley pareceria na altura. Foi relatado que não tinha havido uso do seguro nacional, conta bancária ou passaporte de Sloley nos últimos 17 anos. O Condestável Tom Boom da Unidade de Pessoas Desaparecidas afirmou que não haviam provas de danos mas o caso tinha ficado frio e não havia provas grandes.

## Mídia
Em 2023 em agosto, ele foi o tema de um podcast de três episódio, Where is Alex?, e em novembro fez parte do episódio 4 de Vanished série 2.

## Também ver
- Lista de pessoas que desapareceram misteriosamente: 1990-presente